# Robert Bröllochs
Robert Bröllochs (* 15. Januar 1961 in Mannheim; † 25. November 2020) war ein deutscher Regisseur von Musikvideos, Biographien und Dokumentarfilmen.

## Leben
Robert Bröllochs gründete 1994 in Mannheim mit seinem Bruder Michael die Camelot Filmproduktion. Regie führte er unter anderem für Wolfgang Petry, Revolverheld, Xavier Naidoo, Ray Wilson, Daniel Wirtz, Söhne Mannheims, Modern Talking, Scooter, Yvonne Catterfeld, No Angels, Nina Hagen, Peter Heppner, Gute Zeiten und Carbon/Silicon.
Seine Tochter Mary-Anne Bröllochs nahm 2017 an der 7. Staffel von The Voice of Germany teil.